# Michel Archimbaud
 (juin 2015).
Si vous disposez d'ouvrages ou d'articles de référence ou si vous connaissez des sites web de qualité traitant du thème abordé ici, merci de compléter l'article en donnant les références utiles à sa vérifiabilité et en les liant à la section « Notes et références ».
Pour les articles homonymes, voir Archimbaud.
Michel Archimbaud, né le 30 juillet 1946, est enseignant, éditeur et dramaturge. Il est également membre fondateur du Cercle K2.

## Enseignement
Il a enseigné au Conservatoire national supérieur d'art dramatique, à l’École supérieure d'art dramatique de Paris (ESAD Paris), à Institut d'études politiques de Paris , à l'École Estienne, au Centre National de Danse Contemporaine (CNDC Angers), à l'Université Rennes 2 ainsi qu'à la Sorbonne.

## Édition
En 1986, il fonde les éditions Séguier avec Éric Adda et Frédéric Birr. Éditeur de 2000 titres environ, avec presque autant d’auteurs, parmi lesquels : Didier Anzieu, Maurice Béjart, Edward Bond, Pierre Charras, Philippe Grimbert, Milan Kundera, Denis Podalydès, Michel Tournier, Philippe Soupault…

## Spectacle
Outre ses activités d’enseignant, Michel Archimbaud accompagne des créateurs, metteurs en scène et chorégraphes tels Michael Lonsdale à l’Opéra de Paris, Josef Nadj au Théâtre de la Ville, Marie-Claude Pietragalla (conception et dramaturgie de Sakountala) au Ballet National de Marseille, en tournée internationale et au Palais des Congrès à Paris. Au Théâtre national de Chaillot, il présente avec Pierre Étaix un Buster Keaton, chorégraphie de Maryse Delente. Il écrit un argument chorégraphie sur Charlot pour Patrick Dupond avec le poète surréaliste Philippe Soupault. Il est au Festival d'Angoulême le responsable artistique de la venue de Yolande Moreau (Sale affaire, du sexe et du crime)...
Michel Archimbaud a été également dramaturge auprès de Maurice Béjart, lié au Ballet Preljocaj dont il est l'éditeur d'un livre de Dany Levêque.
Il a travaillé avec Francis Bacon, Balthus, Pierre Boulez, Olivier Debré, Brigitte Fontaine, Milan Kundera, Sempé...
Il initie et accompagne des projets avec les créateurs suivants : 
- Erzsébet, à l’Opéra de Paris, avec Michael Lonsdale, Charles Cheynes et Ludovic Janvier, 1983;
- Charlot éternel, avec Alekos Fassianos, Hervé Niquet, Philippe Soupault;
- Les Pêcheurs de perles de Georges Bizet, avec Alexandre Blois à l’Opéra du Caire, février 1996;
- Sakountala, Marie-Claude Pietragalla, au Ballet national de Marseille, tournée internationale et représentation parisienne, 2002);
- Buster Keaton, Maryse Delente, Pierre Étaix. Tournée internationale et représentation au Théâtre national de Chaillot (TNP);
- Il n’y a plus de firmament (Balthus, Artaud), avec Josef Nadj, au Théâtre de la Ville, Paris, 2003;
- Bacon ou le ring de la douleur (d’après les entretiens avec Francis Bacon), interprété par Denis Lavant, mis en scène par Lukas Hemleb au Festival d’Avignon IN, 2003;
- Mews Songs, avec Francois Meïmoun et Paul Henri Bizon aux Bouffes du Nord.

## Émissions
- Prélude à la nuit : les musiciens déracinés, Entretiens avec Vladimir Jankélévitch, FR3.
- Prélude à la nuit : portrait d’Henri Sauguet, FR3.
- Olivier Messiaen à l’Orgue de l’Église de la Sainte-Trinité à Paris, coproduction FR3/France-Musique.

## Publications
- Francis Bacon, Entretiens avec Michel Archimbaud, Paris, Lattès, 1992. Éd. poche, Paris, Gallimard, 1996, coll. « Folio »,  (ISBN 978-2070329267)
- Pierre Boulez, Entretiens avec Michel Archimbaud, Paris, Gallimard, 2016, coll. « Folio essais ».
- La Plus déchirante des fêtes, (mémoires), Paris, Les Belles-Lettres, à paraître.